# Wallons dans l'industrie allemande
Les Wallons ont contribué de façon importante au développement industriel de l'Allemagne, et ce dès le XVIIe siècle. Cet apport a été considérable au XIXe et au début du XXe siècle.

## Histoire
Après la guerre de Trente Ans, les principautés protestantes allemandes ont accueilli un grand nombre de réfugiés wallons, généralement très qualifiés. Bénéficiant de la protection des autorités, ceux-ci ont contribué en grande partie au développement économique de l'Allemagne. C'est le cas notamment en Prusse, où les artisans originaires de Liège ont apporté leur connaissance de la fabrication des armes et où des immigrants wallons ont permis le développement de la culture du tabac.
La thèse de l'historien allemand de l'économie, Hans Seeling, Wallonische Industrie-Pioniere in Deutschland  [ (ISBN 2-87011-075-8)] traduite en français chez Wahle à Liège (1983) sous le titre Les Wallons pionniers de l'industrie allemande, établit le rôle important joué par les wallons dans le développement économique de l'Allemagne, au XIXe et au début du XXe siècle. En effet, à l'époque du royaume uni des Pays-Bas, l'université de Liège ouverte en 1817 par Guillaume Ier des Pays-Bas, comportait 15 professeurs d'origine allemande. Ces derniers eurent une influence notable sur les étudiants Wallons faisant leurs études à Liège, qui furent encouragés à migrer en Allemagne pour parachever leurs études. Cette tradition de migration (Wanderjahren) des élèves étudiant les sciences et la médecine vers l'Allemagne a eu une influence considérables sur l'industrie allemande, qui a alors accueilli un grand nombre d'étudiants wallons hautement qualifiés.  
Début XIXe la tradition perdure, et l'allemand devient la langue des affaires et de la culture. Un grand nombre de jeunes Wallons apprennent l'allemand, soit dans les Deutsche Schulen, écoles mises en place par les Allemands ayant migré en Wallonie, soit au moyen de gouvernantes (Fraulein) venues tout droit d'Allemagne et apportant leur langue ainsi que leur discipline aux plus jeunes, dont un certain nombre partirent ensuite s'installer en Allemagne.  
Les lieux où s'exercent ces pionniers sont Aix-la-Chapelle et Düsseldorf (industrie des chaudières à vapeur, sidérurgie), les gisements pétrolifères du Nord de l'Allemagne, les premières fabriques de voitures de chemin de fer et de wagons à Aix-la-Chapelle, Cologne et Rīga, les moteurs d'avion à Cologne, les laminoirs, les fabriques de rail près d'Eschweiler et Ratisbonne, la sidérurgie et les charbonnages de la Ruhr, les mines de zinc à Bensberg etc. La thèse fournit une liste de 640 patronymes wallons ou d'origine wallonne.